# Ōguchi (Aichi)
Ōguchi (大口町 Ōguchi-chō?) es un pueblo localizado en la prefectura de Aichi, Japón. En octubre de 2019 tenía una población estimada de 24.160 habitantes y una densidad de población de 1.775 personas por km². Su área total es de 13,61 km².

## Geografía

### Localidades circundantes
- Prefectura de Aichi
  - Fusō
  - Inuyama
  - Komaki
  - Kōnan

## Demografía
Según los datos del censo japonés, esta es la población de Ōguchi en los últimos años.
| 1995   | 2000   | 2005   | 2010   | 2015   |
| ------ | ------ | ------ | ------ | ------ |
| 19.031 | 20.633 | 21.602 | 22.446 | 23.274 |